# Deja Davis
Pour les articles homonymes, voir Davis.
 (février 2025).
Motif : Sources ? Notoriété ?
- Archive Wikiwix
- Bing
- Cairn
- DuckDuckGo
- E. Universalis
- Gallica
- Google
- G. Books
- G. News
- G. Scholar
- Persée
- Qwant
- (zh) Baidu
- (ru) Yandex
- (wd) trouver des œuvres sur Wikidata

| 1. | Préciser le motif de la pose du bandeau. | Précisez le motif de la pose du bandeau en utilisant la syntaxe suivante : {{admissibilité à vérifier\|date=juin 2025\|motif=remplacez ce texte par le motif}}                  |
| 2. | Informer les utilisateurs concernés.     | Pensez à avertir le créateur de l'article, par exemple, en insérant le code ci-dessous sur sa page de discussion : {{subst:avertissement admissibilité à vérifier\|Deja Davis}} |

 (février 2025).
Si vous disposez d'ouvrages ou d'articles de référence ou si vous connaissez des sites web de qualité traitant du thème abordé ici, merci de compléter l'article en donnant les références utiles à sa vérifiabilité et en les liant à la section « Notes et références ».
 (février 2025).
La mise en forme du texte ne suit pas les recommandations de Wikipédia : il faut le « wikifier ».
Les points d'amélioration suivants sont les cas les plus fréquents :
- Les titres sont pré-formatés par le logiciel. Ils ne sont ni en capitales, ni en gras.
- Le texte ne doit pas être écrit en capitales (les noms de famille non plus), ni en gras, ni en italique, ni en « petit »…
- Le gras n'est utilisé que pour surligner le titre de l'article dans l'introduction, une seule fois.
- L'italique est rarement utilisé : mots en langue étrangère, titres d'œuvres, noms de bateaux, etc.
- Les citations ne sont pas en italique mais en corps de texte normal. Elles sont entourées par des guillemets français : « et ».
- Les listes à puces sont à éviter, des paragraphes rédigés étant largement préférés. Les tableaux sont à réserver à la présentation de données structurées (résultats, etc.).
- Les appels de note de bas de page (petits chiffres en exposant, introduits par l'outil «  Source ») sont à placer entre la fin de phrase et le point final[comme ça].
- Les liens internes (vers d'autres articles de Wikipédia) sont à choisir avec parcimonie. Créez des liens vers des articles approfondissant le sujet. Les termes génériques sans rapport avec le sujet sont à éviter, ainsi que les répétitions de liens vers un même terme.
- Les liens externes sont à placer uniquement dans une section « Liens externes », à la fin de l'article. Ces liens sont à choisir avec parcimonie suivant les règles définies. Si un lien sert de source à l'article, son insertion dans le texte est à faire par les notes de bas de page.
- La présentation des références doit suivre les conventions bibliographiques. Il est recommandé d'utiliser les modèles {{Ouvrage}}, {{Chapitre}}, {{Article}}, {{Lien web}} et/ou {{Bibliographie}}. Le mode d'édition visuel peut mettre en forme automatiquement les références.
- Insérer une infobox (cadre d'informations à droite) n'est pas obligatoire pour parachever la mise en page.

Pour une aide détaillée, merci de consulter Aide:Wikification.
Si vous pensez que ces points ont été résolus, vous pouvez retirer ce bandeau et améliorer la mise en forme d'un autre article.
Deja Nicole Davis (née le 22 juin 1995 à Glen Ridge, New Jersey) est une footballeuse professionnelle américaine jouant actuellement au Paris FC.

## Biographie

### Carrière universitaire
Après avoir été membre des équipes de Basket-Ball, Soft-Ball et Soccer de Montclair High School, Deja Davis rejoint en 2013 l'université de La Salle pour son parcours universitaire.
Durant ses quatre années à La Salle, Deja Davis participera à 86 matchs et inscrira 14 buts.

### Carrière en club

#### Le Havre AC
En 2017, le président du Havre Athletic Club, Vincent Volpe, souhaite développer la section féminine de son club. Pour faire monter l'équipe première féminine, il décide de recruter huit joueuses américaines dont Deja Davis.
Après une saison 2017-2018 presque parfaite avec 24 victoires et 2 matchs nuls, Le Havre accède à la Seconde division française. 
La saison suivante est conclue à la seconde place pour l'équipe du Havre et il faudra attendre la saison 2019-2020 pour terminer en tête du championnat se seconde division et accéder à la D1 Arkema. Lors de ces deux saisons en D2, Deja Davis participe à 29 matchs et marque 7 buts.
La saison 2020-2021, Le Havre termine dernier de la division et redescend en D2 avant de finir champion de la division et de revenir en D1 Arkema en mai 2022.
Lors des saisons 2022-2023 et 2023-2024, Le Havre termine 8ème de la D1 Arkema. Deja Davis, devenue capitaine, participe aux 44 matchs et inscrit 4 buts.

#### Paris FC
En mai 2024, Deja Davis signe au Paris FC après sept saisons au Havre AC.

## Statistiques en carriére

### Statistiques universitaires
Université
La Salle
Saison 2013 23 matchs 2 buts
Saison 2014 22 matchs 0 but
Saison 2015 21 matchs 3 buts
Saison 2016 18 matchs 5 buts

### Statistiques en clubs
Le Havre
Saison 2017 2018 Div 3 28 matchs 30 buts
Saison 2018 2019 Div 2 18 matchs 3 buts
Saison 2019 2020 Div 2 18 matchs 5 buts
Saison 2020 2021 Div 1 22 matchs 1 but
Saison 2021 2022 Div 2 20 matchs 3 buts
Saison 2022 2023 Div 1 24 matchs 2 buts
Saison 2023 2024 Div 1 24 matchs 2 buts
Paris FC
Saison 2024 2025 Div 1 15 matchs 2 buts

## Sources
- « Footofeminin.fr - Deja Davis - Coupe de France 2024-2025 », sur www.statsfootofeminin.fr (consulté le 14 février 2025)
- (en) « Deja Davis - Women's Soccer », sur La Salle University Athletics (consulté le 14 février 2025)